# Majzon László
Majzon László (Érsekújvár, 1904. január 12. – Budapest, 1973. július 19.) – geológus, palentológus, c. egyetemi tanár, a föld- és ásványtani tudományok doktora (1958)

## Életrajza
1933-ban a budapesti tudományegyetemen szerzett bölcsészdoktori oklevelet földtanból, őslénytanból és földrajzból. 1932-től geológus a Magyar Állami Földtani Intézetnél, ahol a mélyfúrási anyagfeldolgozó laboratórium megszervezésével és vezetésével, főleg a kőolajkutató mélyfúrások anyagából kikerült mikropaleontológiai (parányőslénytani) anyag, elsősorban Foraminiferák feldolgozásával szerzett érdemeket. 1948-ban magántanárrá habilitálták a budapesti tudományegyetemen, majd 1953-ban c. egy.-i tanár lett. 1950-től 1952-ig a Földtani Intézet igazgatója volt, megbízták az olajkutatás tudományos laboratóriumának szervezésével. Itt dolgozott 1965-ben való nyugdíjazásáig, majd tanácsadó lett. 
A Bükkszéki mélyfúrások (Budapest, 1940) című monográfiájában úttörő jelentőségű a Bükk hegységi Fusulinák leírása. A II. világháború alatt térképező geológusként is dolgozott Erdélyben, erről számos értekezést is írt. Élete végén foglalkozott tudománytörténettel is. 
1966-ban megjelent kézikönyvének irodalomjegyzékében 89 nyomtatásban megjelent dolgozata és közel 50 kézirat szerepelt

## Kitüntetései
- A Magyarhoni Földtani Társulat Szabó József emlékérmét 1946-ban kapta meg.

## Főbb munkái
- A Bükkszéki mélyfúrások (Budapest, 1940)
- Adatok egyes kárpátaljai flis-rétegekhez, tekintettel a Globotruncanákra (Földtani Intézet Évkönyve, 1943)
- Foraminifera-vizsgálatok (Budapest, 1966)